# Moustapha Dimé
Moustapha Dimé (Dakar, 1952 – 30 giugno 1998) è stato un artista senegalese.

## Biografia
Nasce nel 1952 a Louga in Senegal e riceve la sua prima formazione alla scultura nel legno tra i Laobés. Tra il 1966 e il 1970 frequenta il centro di formazione artigianale di Dakar e fa alcuni viaggi in Gambia. Viaggia poi in diversi paesi dell'Africa Occidentale, tra i quali Mali, il Burkina Faso, la Costa d'Avorio, il Ghana e la Nigeria. Si perfeziona poi alla Scuola d'arte di Dakar e nel 1980 ottiene una borsa di studio che gli permette di ritornare in Mali per studiare il bogolan, una tecnica di tintura dei tessuti. Nel 1982 diventa un residente del Village des Arts di Dakar e nel 1993 apre il suo studio sull'Isola di Gorée. Alla Biennale di Dakar del 1992 la sua opera riceve il primo premio. L'anno successivo rappresenta il Senegal alla 45ma Biennale di Venezia.
All'età di 46 anni muore nel 1998 nella città senegalese di Saint-Louis (Senegal) per un cancro allo stomaco. La sua morte prematura lo coglie in un momento in cui il mondo sta riconoscendo il suo lavoro.

## Opere
- 1991: Femme nue (legno, corda e metallo)
- 1991: Masques (legno, corda e pittura)
- 1992: Femme calebasse (legno e metallo)
- 1992: Sans titre (cuoio, legno, corda e filo di ferro)
- 1994: Sans titre (legno e fil di ferro)
- 1995: Le Gardien (legno e ferro)
- 1996: Figure (chiodi, fil di ferro e plastica)

## Esposizioni personali
- 1982: Teatro nazionale Daniel Sorano di Dakar; Cours Sainte-Marie de Hann, Dakar
- 1992: Galleria del Teatro di Merlan a Marsiglia
- 1993: Galerie 39, Dakar
- 1994: Galleria del Teatro di Merlan a Marsiglia
- 1996: Biennale di Dakar
- 1997: Galleria Dany Keller, Monaco di Baviera; Centro d'arte contemporanea di Bruxelles
- 1999: Salle Saint-Jean de l'Hôtel de Ville, Parigi
- 2000: La Flèche

Le opere di Moustapha Dimé sono state esposte anche in numerose mostre collettive, come quella al Museo Dapper di Parigi del 2006.

### Filmografia
- Moustapha Dimé, documentario di Laurence Attali, 1999.